# 브레니 슈나이더
베레나 "브레니" 슈나이더(독일어: Verena "Vreni" Schneider, 1964년 11월 26일~)는 스위스의 알파인 스키 선수이다. 알파인 스키 역사상 가장 위대한 선수 중 한 명으로 1980년대 후기와 1990년대 초 세계 알파인 스키를 지배했던 선수이다. 1988년 동계 올림픽에서 회전과 대회전 종목에서 우승하며 2관왕에 올랐고, 1994년 동계 올림픽에서 회전 금메달, 복합 은메달, 대회전 동메달을 획득했다. 또한 세계 알파인 스키 선수권 대회에서 금메달 4개와 은메달 3개를 획득했으며, 알파인 스키 월드컵에서 종합 우승 3회, 종목 우승 11회를 차지했다. 월드컵 금메달 55개를 획득하며 역대 여자 선수 중 4번째로 많은 월드컵 금메달 획득했으며, 1988–89년 월드컵에서 14개의 금메달을 획득하며 단일 여자 월드컵 시즌 최다 우승 기록을 세웠으며, 2019년에 미케일라 시프린이 갱신할 때까지 기록을 유지했다. 또한 대회전에서 월드컵 금메달 20개를 획득하며 대회전 부문 최다 월드컵 금메달 획득 기록을 보유하고 있다.
1995년에 현역에서 은퇴했으며, 은퇴 후에는 고향인 글라루스주 등지에서 스키 용품 전문점과 스키 학교를 운영했다. 또한 2012년에 포크 음악 음반을 발표하며 가수로도 활동했다.